# Bangbayang (Cicurug)
Bangbayang is een bestuurslaag in het regentschap Sukabumi van de provincie West-Java, Indonesië. Bangbayang telt 6075 inwoners (volkstelling 2010).